# Extinció de la combustió

Esquema d'un turboreactor amb la localització de la cambra de combustió

Esquema d'una turbohèlice amb la localització de la cambra de combustió

L'extinció de la combustió és un fenomen que porta a l'aturada d'un turboreactor o una turbohèlice. Pot tenir nombroses causes: manca de combustible, pèrdua del compressor (inversió de la pressió dins el compressor), manca d'oxigen a gran altitud o ingestió (objectes, ocells, cendra volcànica, etc.).
A una velocitat constant, una baixada sobtada de la pressió dins la cambra de combustió provoca aquest fenomen i, en aquest cas, es diu que el motor s'ha calat. La ràpida disminució del flux té com a conseqüència que la pressió dins la cambra de combustió superi la pressió de retorn del compressor i desemboca en una inversió del flux i, seguidament, a l'extinció de la cambra de combustió. Es pot dir que la flama «s'ha apagat».
Les acceleracions fortes poden empobrir la barreja d'aire i combustible i causar una extinció (una característica tristament cèlebre dels motors Pratt & Whitney TF30 que portaven les primeres sèries de l'F-14 Tomcat, per exemple). Sol passar a poca altitud i provocar el sinistre total de l'avió. Tanmateix, en els avions moderns, un sistema de control digital del motor amb plena autoritat (FADEC) controla i adapta la barreja en tot moment, fet que redueix dràsticament la incidència d'aquest fenomen en comparació amb els primers avions de reacció o amb turbohèlice.
L'aterratge d'emergència després d'una extinció de la combustió forma part dels exercicis habituals dels pilots.